# Tidlig middelalder i Norge
Tidlig middelalder i Norge regnes som tiden mellem Slaget ved Stamford Bridge i 1066 til Borgerkrigstidens begyndelse i 1130.
Perioden var præget af intern fred og stærk økonomisk vækst. I høj grad på grund af en styrket kirke og kongemagt og indføringen af et stabilt retssystem. Men manglen på et system for arveretten til kongedømmet førte til splittelse og til slut, efter Sigurd Jorsalfars død i 1130, fulgte borgerkrig.

## Olav Kyrre
Efter kong Haralds død i 1066 blev hans to sønner, Magnus og Olav, indsat som konger. Magnus døde allerede i 1069, og Olav blev da enekonge. Han fik tilnavnet Kyrre, som betyder "fredelig".
Olavs regeringstid blev da også en fredelig tid for kongeriget. Han indgik forlig både med danerkongen Svend Estridsen og med Vilhelm Erobreren, som da var konge i England, og klarede at holde landet udenfor konflikter med andre lande og magthavere. Fordi hans regeringstid var så fredelig, er den kun ringe beskrevet i sagaerne. Tiden var dog præget af, at kongemagten, staten og retsvæsenet blev stærkere. En indikation på dette er, at hirden i kongsgården blev fordoblet, og at der blev indført nye hirdskikke efter europæisk model. I denne tid blev forholdet til paven betydeligt tættere, og der blev samtidig etableret faste bispesæder flere steder i Norge. De første hirdbiskopper havde efterhånden slået sig ned i Nidaros (som senere blev ærkebispedømme), og senere kom Selja i 1070'erne (bispestolen blev flyttet til Bjørgvin før 1090, og før 1095 havde også Oslo fået biskop. Til slut kom foreløbig Stavanger (udskilt fra Bjørgvin), omkring 1125.
Under kong Magnus Barfods regeringstid herskede der også intern fred i Norge. Kong Magnus brugte det meste af sin tid på at ordne stridigheder mellem norske og keltiske høvdinger i Irland, på Orkneyøerne og på Hebriderne. Hans handlinger endte med, at mange øer blev lagt til kongedømmet. Ledingen blev efterhånden omdannet fra en løs forsvarsorganisation til et regulært kongeligt militærapparat, Magnus benyttede sig flittigt af den på sine togt udenlands, noget som vakte utilfredshed hos bønderne.

## Magnussønnerne
Efter kong Magnus' død delte hans tre sønner landet mellem sig. De klarede at undgå indbyrdes konflikter og fortsatte reformeringen af kongedømmet og retsapparatet, som var påbegyndt af Olav Kyrre. Specielt var kong Øystein I optaget af udbygningen af kongedømmet, han rejste rundt i landet og grundlagde kirker og Kaupanger. Han skaffede sig nye rigdomme ved at øge udenlandshandlen, samtidig som hans yngre bror, kong Sigurd I, bragte skatte hjem fra vikingetogt så langt borte som Jorsal (Jerusalem).
Gennem fredstiden blev kontakten med det kristne Vesteuropa styrket. Virkningerne af den nye tro begyndte at gøre sig mere gældende i samfundet, eftersom de kristne troskrav ikke lod sig forene med det gamle samfunds tanker om tilværelsen.
Før 1130 var kirken fortsat stærkt økonomisk afhængig af bønderne, og politisk af beskyttelse fra kongemagten, men den begyndte efterhånden at bygge sig en egen økonomisk platform på grund af de mange jordegodsgaver og tienden. Kirkens voksende styrke åbnede muligheder for en stærkere kirkelig samfundspolitisk indflydelse. Dette gjorde sig synligt ved midten af 1100-tallet under borgerkrigstiden.
Kong Sigurd levede de sidste syv år af sit liv som enehersker over Norge. Efter hans død gjorde både Sigurds søn, Magnus, og Sigurds yngre bror, Harald Gille, (hans slægtskab til Magnus Barfod er omstridt), krav på kongetitlen. Denne fejde udviklede sig til åben borgerkrig og gav navn til den efterfølgende periode.